# Kraftwerk Laiz
Das Wasserkraftwerk Sigmaringen-Laiz ist ein Laufwasserkraftwerk an der Donau. Das Kraftwerk liegt in Laiz, einem Stadtteil von Sigmaringen im Landkreis Sigmaringen in Baden-Württemberg. Eigentümer sind die Stadtwerke Sigmaringen, ein Eigenbetrieb der Stadt Sigmaringen.
Die Gesamtanlage besteht aus einem links angeordneten Wehr mit zwei Feldern, der Wasserkraftanlage, einer Bootsgasse und einer Fischtreppe.

## Geschichte
In Laiz wurde zwischen 1998 und 1999 am dortigen Donauwehr ein Wasserkraftwerk mit einer elektrischen Leistung von 247 Kilowatt errichtet.
Zusammen mit der Wasserkraftanlage Sigmaringen produzieren beide Anlagen im Schnitt zusammen jährlich rund 2,1 Millionen Kilowattstunden Strom. Das entspricht rund drei Prozent des gesamten Stromverbrauchs. Für beide Wasserkraftwerke haben die Stadtwerke damals rund 2,1 Millionen Euro investiert.

## Technische Daten
- Baujahr: 1999
- Fallhöhe: 2,63 m
- Leistung: 247 kW
- Stromerzeugung: ca. 1.100.000 kWh/a
- Durchfluss: 13,6 m3/s[1]

## Ökologie
Als Umgehungsgewässer für Fische dient ein Fischpass entlang des rechten Ufers.